# Saudakent
Saudakent (kasachisch und russisch Саудакент; zwischen 1931 und 1993 Baikadam) ist ein Ort in Kasachstan.

## Geografie
Saudakent liegt im Süden Kasachstans im Gebiet Schambyl an der Grenze zum Gebiet Türkistan. Der Ort liegt etwa 25 Kilometer nördlich von Schangatas und rund 50 Kilometer nordwestlich von Taras. Südlich von Saudakent erhebt sich der Qaratau, ein Gebirge und nordwestlicher Ausläufer des Tian Shan. Durch Saudakent fließt der Fluss Schabaqty, der im Qaratau entspringt und nördlich von Saudakent in den Aqschar-See mündet.

## Geschichte
Ausgrabungen aus dem Jahr 1946 brachten Hinweise darauf, dass es bereits im 6. Jahrhundert antike Siedlungen an der Stelle des heutigen Ortes gab. Vom 9. bis zum 15. Jahrhundert war der Ort, der damals Sugulchan (Сугулхан) genannt wurde, ein belebtes Zentrum an der Seidenstraße.
Ab 1931 hieß der Ort Baikadam (Байкадам); er war seit der Gründung 1928 außerdem Verwaltungssitz des heutigen Audan Saryssu. Nach der Unabhängigkeit Kasachstans wurde der Ort 1993 wieder in Saudakent umbenannt. Mit einer Gebietsreform verlor Saudakent 1997 den Status als Verwaltungszentrum des Audan Saryssu an Schangatas.

## Bevölkerung
Bei der Volkszählung 1999 hatte Saudakent 5.864 Einwohner. Die Volkszählung 2009 ergab für den Ort eine Einwohnerzahl von 5.313. Bei der letzten Volkszählung 2021 lebten 5.275 Menschen in Saudakent.
| Einwohnerentwicklung               | Einwohnerentwicklung | Einwohnerentwicklung | Einwohnerentwicklung | Einwohnerentwicklung | Einwohnerentwicklung | Einwohnerentwicklung | Einwohnerentwicklung |
| 1939                               | 1959                 | 1970                 | 1979                 | 1989                 | 1999                 | 2009                 | 2021                 |
| ---------------------------------- | -------------------- | -------------------- | -------------------- | -------------------- | -------------------- | -------------------- | -------------------- |
| 1.209                              | 3.935                | 5.571                | 6.684                | 7.297                | 5.864                | 5.313                | 5.275                |
| Anmerkung: Volkszählungsergebnisse |                      |                      |                      |                      |                      |                      |                      |

## Sehenswürdigkeiten
Am südöstlichen Ortsrand befinden sich die Überreste einer mittelalterlichen Siedlung. Sie liegt auf einem Hügel, der etwa 160 × 230 Meter misst und sechs Meter hoch ist. Er ist von einem rund zwei Meter hohen Erdwall umgeben, der mit elf Türmen befestigt war. Überreste dieser Türme sind erhalten geblieben. Ruinen der Zitadelle sind ebenfalls erhalten. Auf dem Areal der mittelalterlichen Siedlung wurde im 18. Jahrhundert das Mausoleum von Schoqai datqa errichtet.

## Wirtschaft und Verkehr
Durch Saudakent verlaufen zwei regionale Fernstraßen. Eine dieser Straßen verbindet den Ort mit dem südlich gelegenen Schangatas und führt über Saudakent weiter in nordöstlicher Richtung nach Aqqöl. Von dieser Verbindung zweigt in Saudakent eine Straße nach Scholaqqorghan ab.